# Marta von Fieandt-Björkman
Marta Elisabet von Fieandt-Björkman, född von Fieandt 9 januari 1895 i Helsingfors, död 20 februari 1932 i Grankulla, var en finländsk operasångerska.

## Biografi
Marta von Fieandt tog studentexamen vid finska samskolan i S:t Michel 1913. Hon var anställd på Privatbanken i Helsingfors 1916–1920, men bedrev samtidigt sångstudier för Alexandra Ahnger, Maikki Järnefelt-Palmgren och Alma Fohström.
Marta von Fieandt-Björkmans far var lantbruksingenjören Georg Ivar von Fieandt som i S:t Michel var mycket aktiv inom musiklivet och blev känd bl.a. som visselkonstnär. Modern Hilda Simolin var pianolärarinna och privatlärare i tyska. Båda föräldrarna var grundande medlemmar av stadens amatörorkester och uppträdde med orkestern. Hon gifte sig 1924 med operasångaren Theodor "Teddy" Björkman.

## Debutkonsert
Marta von Fieandt-Björkman höll sin debutkonsert i Helsingfors 26 april 1920 som recenserades av bl.a. Bengt Carlson i Hufvudstadsbladet: "Fröken von Fieandt har i sina sångstudier uppnått mycket aktningsvärda resultat och kunde därför med största framgång debutera. Hon är mångsidigt utvecklad och gick i land såväl med på föredraget frestande lieder som tekniskt fordrande koloraturarior. Rösten är omfångsrik, i synnerhet mot höjden och hon behandlar den säkert och målmedvetet. Framställningskonsten är redan uttrycksfull, framför allt naturlig. På det hela taget var fröken von Fieandts debut mycket löftesrik i alla avseenden och framgången var given."

## Studier i Berlin
Efter sin debutkonsert ägnade hon sig åt sångstudier i Berlin under nästan tre år. I Berlin fanns en grupp finländska studerande, bland andra Mary Spennert, Annikki Arni och Väinö Hannikainen. Enligt Anniki Arni var Marta von Fieandt den mest representativa medlemmen: ”Hon var lång och stilig, humoristisk och språkkunnig, till sitt beteende en verklig grande dame..."  I Berlin uppträdde Marta von Fieandt som Madama Silberklang i Mozarts miniatyropera Der Schauspieldirektor och fick omnämnanden i pressen: ”Eine schöne Finnin mit einer dramatischen Stimme und viel Musikalität” 

## Anställning vid Finska operan
Marta von Fieandt uppträdde första gången på Finska operan i Helsingfors 17 oktober 1923, då som Margareta i Gounods Faust. I samma föreställning debuterade hennes blivande man Teddy Björkman som Valentin. Hon uppträdde under åren 1923–1927 i ett flertal roller på Finska operan, bl.a. som Violetta Valéry och Flora Bervoix i La traviata, Kate Pinkerton i Madama Butterfly, Leonora i Trubaduren, Senta i Den flygande holländaren, Helmwige i Valkyrian, Venus i Tannhäuser, Maija Harri i Österbottningar, Leonore i Fidelio, Tatjana i Eugen Onegin, Domna Saburowa i Tsarbruden
"Marta hade en omfångsrik och vacker sopran som lämpade sig för dramatiska roller. Hon skulle säkert ha blivit en internationell stjärna om inte en svår lungsjukdom tragiskt gjort slut på en karriär som börjat lysande." 
Heino Kaskis Sinisellä sillalla, På båtbryggan, op. 26, till text av Larin-Kyösti, är tillägnad minnet av Marta von Fieandt.